# 阿尔瑟南
阿尔瑟南（法語：Arcenant，法語發音：[aʁsənɑ̃]）是法国科多尔省的一个市镇，属于博讷区。

## 地理
阿尔瑟南（47°8'22"N, 4°50'45"E）面积10.12 平方千米，位于法国勃艮第-弗朗什-孔泰大區科多尔省，该省份为法国中东部省份，北起奥布省，西接涅夫勒省和约讷省，南至索恩-卢瓦尔省，东南接汝拉省，东临上索恩省，东北部与上马恩省接壤。
与阿尔瑟南接壤的市镇（或旧市镇、城区）包括：舍瓦讷、马雷莱菲塞、代坦和布吕昂、菲塞、默耶。

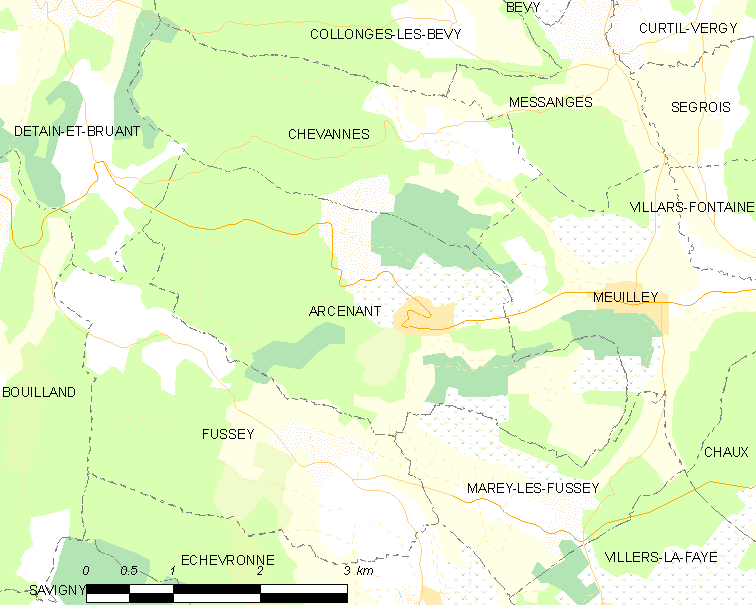
阿尔瑟南的OSM定位图

阿尔瑟南的时区为UTC+01:00、UTC+02:00（夏令时）。

## 行政
阿尔瑟南的邮政编码为21700，INSEE市镇编码为21017。

## 政治
阿尔瑟南所属的省级选区为尼伊圣乔治县。

## 人口

1962-2008年间阿尔瑟南人口变化图示

阿尔瑟南于2022年1月1日时的人口数量为510人。